# Fernando del Valle
Fernando del Valle és un tenor contemporani (1964). Adoptà el nom del Valle en honor del seu avi, Fernando Meléndez del Valle, que va ser, com ell, un tenor. És també el rebesnet de Andrés del Valle president del Salvador l'any 1976, i descendent directe del Coronel José María San Martín, president del Salvador (1854-56) i fundador de Santa Tecla, El Salvador.

## Joventut
Va néixer a Nova Orleans, Louisiana, EUA. Es graduà per la Universitat Tulane i la Universitat Metodista del Sud, Dallas (Texas), on va guanyar una beca per a l'Òpera de Dallas. És alumne honorífic del Programa Operístic Merola de l'Òpera de San Francisco, on va estudiar els anys 1992 i 1993. Més tard guanyà el concurs "Bel Canto" de Chicago i es traslladà a Itàlia, on fou deixeble de Carlo Bergonzini i, més tard, de Thomas Hayward.
Del Valle feu el seu debut operístic amb disset anys (1981), com a Primer Pastor al Venus i Adonis de Blow, a la Universitat de Loiola. A l'any següent intervingué com a tenor solista a la Passió segons Sant Mateu, de Bach, amb l'Orquestra Filo-Simfònica de Nova Orleans. L'any 1986 feu el seu debut a Londres, amb l'Oratori de Nadal de Bach, al Jordan Hall, com a guanyador de la Competició per a Joves Artistes de la Boston Premiere Ensemble. La primavera següent cantà a l'Alice Tully Hall, com a tenor, amb un repertori que incloïa la Missa Solemnis de Bach i els Rèquiems de Verdi, Britten i Lloyd Webber. El debut del tenor al Carnegie Hall va tenir lloc l'any 1993, amb la Gran Missa en C menor de Mozart. Va cantar els solos per a tenor del Messies de Handel per a l'Orquestra Simfònica de Dallas, al Centre Simfònic Morton H. Meyerson, el 1994. El debut europeu, però, es va fer esperar fins al 1995, amb la Simfonia núm. 9 de Beethoven, amb l'Orquestra Simfònica Giuseppe Verdi de Milà. El debut operístic de Del Valle sobrevingué amb el paper de Don José, a la producció de Carmen que va fer Hugo de Ana, al Teatre Comunale de Treviso, amb direcció de Regina Resnik, dirigida per Peter Maag. L'any 1996, va interpretar el paper de Rodolfo, a La Bohème, al Teatre de l'Òpera de Roma, direcció de Vladimir Jurowski.

## Maduresa
L'any 1997, del Valle representà a Don Jose al Gran Teatre La Fenice de Venècia. Pikerton a Madama Butterfly, amb la Palm Beach Opera, i la direcció d'Anton Guadagno. I finalment Fausto, a Colmar, França. El seu debut alemany va ser el 1998, fent de Rodolfo a l'Òpera de Frankfurt, així com el seu debut irlandès va ser al Festival de Wexford, com el Paolo de l'òpera Fosca de Antônio Carlos Gomes. Des de 1999, Del Valle ha estat actuant per tot el món, incloent actuacions a Frankfurt, Maastricht, Düsseldorf, Berlín, Brema, Bergen, Costa Rica, Múnic, Helsinki, Belo Horizonte, Bari, Baveno, Mannheim, Karlsruhe, Kassel, Hamburg i Wiesbaden. Durant alguns anys, del Valle ha sigut el tenor principal de l'Staatstheater de Darmstadt, així com intèrpret en actuacions a Israel, Corea, Catània, Sydney, Lisboa i Praga. L'any 2003, va ser retratat per Ricarda Jacobi, protegida d'Oskar Kokoschka. Durant el 150è aniversari de la població salvadorenya de Santa Tecla (1854-2004), del Valle va ser convidat per l'antic ambaixador Ernesto Rivas-Gallont per participar a dos concerts. El tenor demanà que la primera actuació fóra el 23 de setembre, dia de Santa Tecla, patrona de la ciutat.